# Nicky Stevens
Nicky Stevens, właśc. Helen Stevens (ur. 3 grudnia 1949 w Carmarthen) – walijska piosenkarka, wokalistka zespołu Brotherhood of Man, który wygrał 21. Konkurs Piosenki Eurowizji w 1976 roku.

## Życiorys

### Początki kariery
Nicky Stevens zaczęła interesować się śpiewaniem już jako dziecko. W wieku czterech lat śpiewała w chórku w kaplicy w Carmarthen, później dołączyła do Hywel Girls Choir. Jako nastolatka studiowała muzykę klasyczną i uczyła się gry na fortepianie. Jako piętnastolatka odbyła trasę koncertową po Europie, występując jako muzyczny gość w klubach nocnych, później odwiedziła także Afrykę Południową. Została także zatrudniona w klubie Swansea's Townsman, gdzie często występowała także Bonnie Tyler. W 1970 roku wystąpiła jako support przed koncertem komicznego duetu Little and Large. 

### Współpraca z Brotherhood of Man
W 1972 roku Stevens zainteresował się Tony Hiller, który szukał nowych członków do swojego zespołu Brotherhood of Man. Oprócz wokalistki, członkami grupy zostali Martin Lee i Lee Sheriden. Rok później formacja podpisała kontrakt z wytwórnią Deram Records, która wydała ich debiutancki singel „Happy Ever After”. W tym samym roku do zespołu dołączyła Sandra Stevens (nie należąca do rodziny Nicky), a grupa stała się kwartetem. W 1976 roku artyści reprezentowali Wielką Brytanię podczas 21. Konkursu Piosenki Eurowizji z utworem „Save Your Kisses for Me”, który przyniósł im zwycięstwo. Nicky została wówczas pierwszą w historii walijską piosenkarką, która wygrała finał imprezy. Po udziale w konkursie, zespół wydał dwa single – „Angelo” i „Figaro”, które trafiły na pierwsze miejsce krajowej listy przebojów.
W 1988 roku Stevens nagrała kilka utworów z holenderskim wokalistą, Albertem Westem, a na początku lat 90. rozpoczęła współpracę jako liderka brytyjskiego zespołu rockowego Aslan1, nadal występując także z formacją Brotherhood of Man. W listopadzie 2013 roku została bohaterką filmu dokumentalnego o swoim życiu i karierze pt. Time of Your Life. 

## Życie prywatne
W czerwcu 1976 roku Stevens wyszła za mąż za gitarzystę Brotherhood of Man, Alana Johnsona. Para rozstała się. W latach 90. wokalistka mieszkała w Sturminster Marshall w Dorset, w 2011 roku przeprowadziła się do Corfe Mullen położonego w tym samym hrabstwie.

## Dyskografia

### Albumy studyjne

#### Wydane z zespołem Brotherhood of Man
- 1973: The World of the Brotherhood of Man
- 1974: Good Things Happening
- 1976: Love and Kisses
- 1977: Oh Boy!
- 1977: Images
- 1978: B for Brotherhood
- 1978: Twenty Greatest
- 1979: Higher Than High
- 1979: Singing a Song
- 1980: Good Fortune
- 1980: Sing 20 Number One Hits
- 1981: 20 Disco Greats / 20 Love Songs
- 1983: Lightning Flash
- 1992: The Butterfly Children
- 1997: Greenhouse
- 2002: The Seventies Story